# Trenc
Un trenc és un ganxo o cua (¸) afegit sota certes lletres com una marca diacrítica per indicar un canvi en la pronunciació. En català, francès i portuguès, s'utilitza només sota la lletra c i la lletra així formada (ç) s'anomena respectivament ce trencada, c cédille, i cê-cedilha.

## Origen
La ce trencada es va originar a la Ibèria visigòtica com la meitat inferior d'una z cursiva miniatura. La paraula trenc fa referència en català a la seva aparença, mentre que el seu nom en espanyol (cedilla) és el diminutiu del nom castellà antic d'aquesta lletra, ceda (zeta). El castellà modern, no obstant això, ja no utilitza aquest diacrític. També s'usa sota diverses lletres en altres llengües. També és usada per alguns escriptors gallecs.

## Codificació
A Unicode, el símbol és O+0327 ◌̧ (trenc combinant).
- O+00B8 ¸ trenc (HTML &#184; o &cedil;)

Es van definir també alguns caràcters Unicode precompuestos, com: Ç Ç Ḉ Ḉ Ḑ Ḑ Ȩ Ȩ Ḝ Ḝ Ģ Ḩ Ḩ Ķ Ķ Ļ Ļ Ņ Ņ Ŗ Ŗ Ş Ş Ţ Ţ

## Altres signes diacrítics
Idiomes com el romanès afegeixen una coma (vírgula) sota algunes lletres, com la “ș”, que s'assembla al trenc d'una ce trencada, però és més exactament una coma diacrítica. Això és particularment confús amb les lletres que poden prendre els dos diacrítics: per exemple, la consonant /ʃ/ s'escriu com “ş” en albanès i turc, però “ș” en romanès.
Les lletres poloneses “ą” i “ę” i les lletres lituanes “ą”, “ę”, “į”, i “ų”, tampoc no es fan amb el trenc, sinó amb el signe diacrític ogonek, d'origen no relacionat.